# Henry Mullins
Henry Mullins (Montevideo, 1956-Punta del Este, 29 de julio de 2024) fue un DJs, locutor y comunicador uruguayo.

## Biografía
Su madre fue cantante y su padre era locutor de Radio Rural.
Locutor comercial de varias campañas publicitarias, entre ellas el Comercial Albatros de la Azul FM.
Comenzado su carrera de DJ en fiestas particulares en 1983, luego trabajó en Zum Zum, Ton Ton, el Castillo de Lancelot y la discoteca El Pacha de Punta del Este. Considerado uno de los disc jockey influyentes y populares de 1980 y 1990.
Trabajó en las radios Independencia, Radio Sarandí, Azul, en Oldies FM y Metropólis. Su último trabajo radial fue en Aspen FM (105.3 FM).
Falleció el 29 de julio de 2024 a los 68 años, de un paro cardiorrespiratorio en Punta del Este, Maldonado.

## Vida privada
Contrajo matrimonio con Anabel Aloy, fue padre de dos hijos. Vivía en Gorlero, Punta del Este desde 2021.